# Lettische Marine
Die offizielle Bezeichnung der Marine der Republik Lettland ist Latvijas Jūras spēki (Lettische Seestreitkräfte). Die Teilstreitkraft der Nationalen Streitkräfte beitreibt Stützpunkte in Liepāja und Riga.

## Geschichte

### Die Jahre 1919–1940

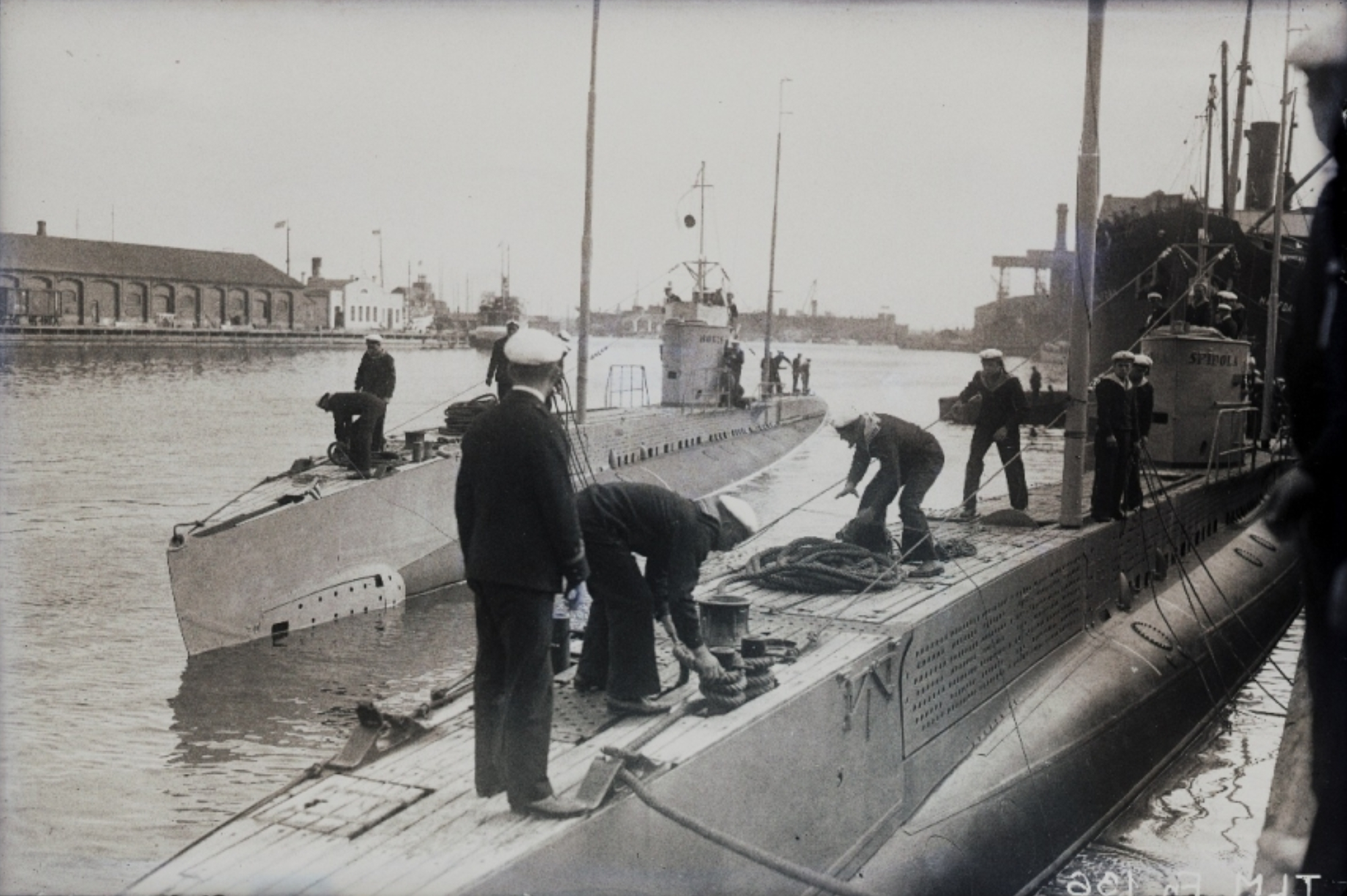
Die lettischen U-Boote Ronis und Spīdola beim Besuch in Tallinn

Nachdem das Land 1918 unabhängig geworden war, gab das Hauptquartier der lettischen Armee am 10. August 1919 die formelle Gründung einer eigenständigen Marine bekannt. Im Jahr 1921 wurde das erste lettische Schiff, die Virsaitis (vormals SMS M68), in Dienst gestellt, die in der Folgezeit als Flaggschiff diente. Trotz geringer finanzieller Spielräume des kleinen Landes, konnten die Seestreitkräfte in den nächsten Jahren ausgebaut werden. So gelangen z. B. 1926 der Aufbau einer eigenen Marinefliegerdivision und die Beschaffung zweier U-Boote. Insgesamt verfügte man 1927 über sechs Kriegsschiffe und ein Hilfsschiff sowie mehrere kleine Boote.
Die Besetzung Lettlands durch sowjetische Truppen am 17. Juni 1940 bedeutende nicht nur für den Staat, sondern auch für seine Seestreitkräfte, das vorläufige Ende. Nach der Eingliederung in die Sowjetische Marine, wurden die meisten der ehemals lettischen Kriegsschiffe im Zweiten Weltkrieg zerstört.

### Die Zeit seit 1991

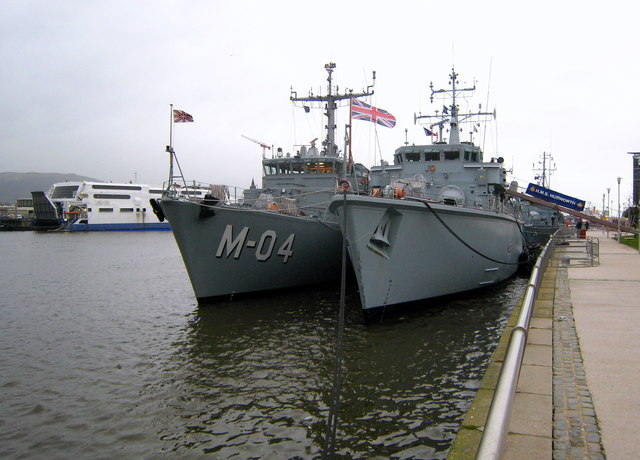
Die lettische Imanta zusammen mit der britischen HMS Hurworth in Belfast

Nach der Wiedererlangung der Unabhängigkeit begann Lettland im Jahr 1991 mit dem Neuaufbau seiner Streitkräfte. Als Aufgaben für die Marine wurden dabei die Sicherung der eigenen Seegrenzen, die Minenräumung und -zerstörung definiert. Am 11. April 1992, der seitdem als Datum der Neuaufstellung der Seestreitkräfte gilt, wurde erstmals an Bord eines Bootes die Marineflagge der neuen Seestreitkräfte Lettlands gehisst. Die ersten Einheiten der Flotte waren ehemalige Fischerei-Patrouillenboote der lettischen SSR. In den folgenden Jahren wurden  ausgemusterte Schiffe ausländischer Marinen (unter anderem auch aus Beständen der Volksmarine) übernommen. Im Oktober 1996 wurde eine dauerhafte Kooperation mit den Seestreitkräften Litauens und Estlands beschlossen. Aus dieser entwickelte sich bis 1998 der gemeinsame Minensuchverband BALTRON.
Seit dem Beitritt zur NATO im Jahr 2004 nehmen Schiffe der lettischen Seestreitkräfte regelmäßig an Manövern des Militärbündnisses, wie z. B. BALTOPS, SQUADEX oder Open Spirit, teil. Zudem beteiligt sich das Land an verschiedenen internationalen Kampfeinsätzen. Weiterhin wurde seitdem die Flotte und deren Ausrüstung einer Modernisierung unterzogen.
Zu den Aufgaben der Seestreitkräfte gehört auch die Küstenwache. Hierfür wurde zu Beginn des 21. Jahrhunderts in Riga ein nationales Koordinationszentrum (MRCC RIGA) aufgebaut, das rund um die Uhr aktiv ist.

### Befehlshaber der Seestreitkräfte
Folgende Personen waren im Laufe der Jahre die Befehlshaber der lettischen Seestreitkräfte:
| Name                     | Dienstzeit                             | Bemerkung                                   |
| ------------------------ | -------------------------------------- | ------------------------------------------- |
| Archibald von Keyserling | bis 1931                               |                                             |
| Teodors Spāde            | 1931 – 1940                            |                                             |
| Gaidis Andrejs Zeibots   | 25. Januar 1992 – 17. September 1999   | 2003 bis 2006 Befehlshaber der Streitkräfte |
| Ilmārs Lešinskis         | 17. September 1999 – 28. Dezember 2004 |                                             |
| Aleksandrs Pavlovičs     | 28. Dezember 2004 – 5. Oktober 2009    |                                             |
| Rimants Štrimaitis       | 5. Oktober 2009 – 7. November 2013     | als Befehlshaber der Flotte                 |
| Kaspars Zelčs            | 8. November 2013 – 11. Juli 2014       | als Befehlshaber der Flotte                 |
| Juris Roze               | 11. Juli 2014 – August 2015            | als Befehlshaber der Flotte                 |
| Valdis Stanka            | August 2015 – 1. April 2016            | interim (als Stabschef)                     |
| Ingus Vizulis            | 1. April 2016 – 2. November 2019       |                                             |
| Kaspars Zelčs            | 2. November 2019 – 4. Juli 2022        |                                             |
| Māris Polencs            | seit 4. Juli 2022                      |                                             |

## Organisation
Die lettischen Seestreitkräfte gliedern sich in sieben Bereiche. Diese sind:
- Marinestab (lettisch Jūras spēku štābs)
- Küstenwache (Krasta apsardzes dienests)
- Minenabwehrgeschwader (lettisch Mīnu kuģi eskadra)
- Patrouillengeschwader (Patruļkuģi eskadra)
- Meeresüberwachungs- und Kommunikationsdienst (Jūras novērošanas un sakaru dienests)
- Marinearsenal (Baltijas valstu pretmīnu aprīko juma darbnīca)
- Marineorchester (Jūras spēku orķestris)

Das Minenabwehrgeschwader, die Meeresüberwachung und das Arsenal haben, wie auch der Stab der Seestreitkräfte und das Marineorchester, ihren Sitz in Liepāja. Das Patrouillengeschwader und die Küstenwache sind hingegen in Riga angesiedelt.
Zwischen den drei baltischen Staaten Estland, Lettland und Litauen gibt es eine Absprache bezüglich der gemeinsamen Ausbildung von bestimmten Spezialkräften. So befindet sich beispielsweise die zentrale Schule für die Marinetaucherausbildung in Liepāja.

### Dienstgrade und Dienstgradabzeichen

#### Offiziere
| Dienstgradgruppe        | Flaggoffiziere | Flaggoffiziere | Flaggoffiziere     | Stabsoffiziere  | Stabsoffiziere   | Stabsoffiziere   | Subalternoffiziere | Subalternoffiziere   | Subalternoffiziere |
| ----------------------- | -------------- | -------------- | ------------------ | --------------- | ---------------- | ---------------- | ------------------ | -------------------- | ------------------ |
| Abzeichen               |                |                |                    |                 |                  |                  |                    |                      |                    |
| Dienstgrad              | Viceadmirālis  | Kontradmirālis | Flotiles admirālis | Jūras kapteinis | Komandkapteinis  | Komandleitnants  | Kapteiņleitnants   | Virsleitnants        | Leitnants          |
| Dienstgrad (Bundeswehr) | Vizeadmiral    | Konteradmiral  | Flottillenadmiral  | Kapitän zur See | Fregattenkapitän | Korvettenkapitän | Kapitänleutnant    | Oberleutnant zur See | Leutnant zur See   |
| NATO-Rangcode           | OF-8           | OF-7           | OF-6               | OF-5            | OF-4             | OF-3             | OF-2               | OF-1                 | OF-1               |

#### Unteroffiziere und Mannschaften
| Dienstgradgruppe        | Unteroffiziere      | Unteroffiziere     | Unteroffiziere | Unteroffiziere           | Unteroffiziere | Unteroffiziere                     | Mannschaften                  | Mannschaften   |
| ----------------------- | ------------------- | ------------------ | -------------- | ------------------------ | -------------- | ---------------------------------- | ----------------------------- | -------------- |
| Abzeichen               |                     |                    |                |                          |                |                                    |                               | Kein Abzeichen |
| Dienstgrad              | Augstākais bocmanis | Galvenais bocmanis | Štāba bocmanis | Bocmanis                 | Seržants       | Kaprālis                           | Dižmatrozis                   | Matrozis       |
| Dienstgrad (Bundeswehr) | Oberstabsbootsmann  | Stabsbootsmann     | Hauptbootsmann | Oberbootsmann/ Bootsmann | Obermaat/ Maat | Oberstabsgefreiter/ Stabsgefreiter | Hauptgefreiter/ Obergefreiter | Gefreiter      |
| NATO-Rangcode           | OR-9                | OR-8               | OR-7           | OR-6                     | OR-5           | OR-4                               | OR-3                          | OR-2           |

## Ausrüstung

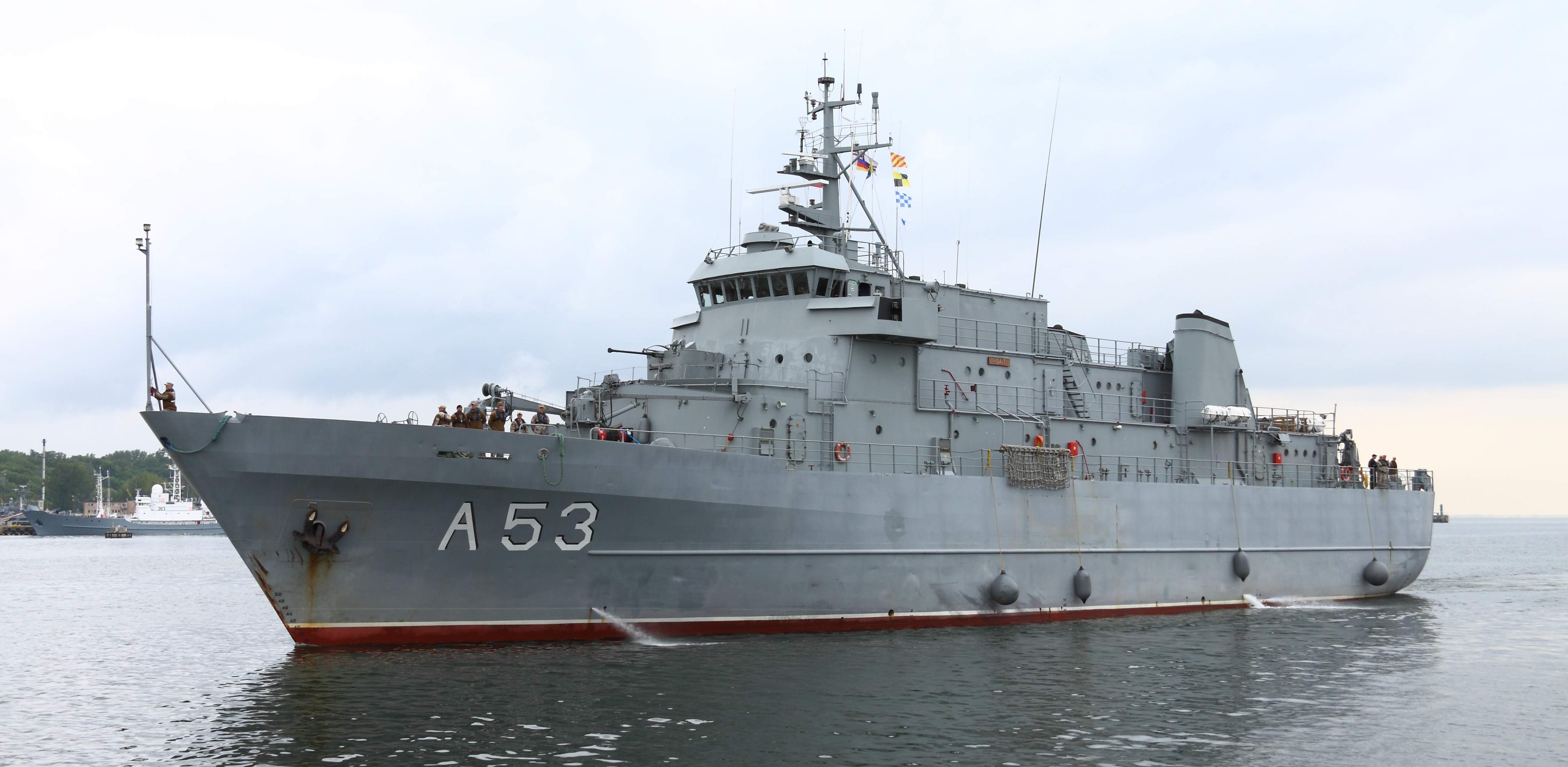
Kommando- und Versorgungsschiff Virsaitis

Die lettische Marine verfügt etwa über einen Bestand von 18 Seefahrzeugen:
- Patrouillenschiffe (Patruļkuģi)
  - 5 Boote der Skrunda-Klasse
- Minenabwehrschiffe (Mīnu kuģi)
  - 5 Boote der Imanta-Klasse
- Kommando- und Versorgungsschiff (lettisch Štāba un apgādes kuģi )
  - 1 Schiff der Vidar-Klasse
  - 1 Schiff der Buyskes-Klasse
- 6 SAR-Schiffe (Küstenwache)

Darüber hinaus verfügte Lettland vor dem Zweiten Weltkrieg noch über eine U-Boot-Flotte.
Mit den Patrouillenbooten der Skrunda-Klasse setzte Lettland, als erster der drei baltischen Staaten, einen neu entwickelten Schiffstyp in der Marine ein. Bei diesen Schiffen handelt es sich um SWATH-Patrouillenboote, die auf einem Konzept der deutschen Werft Abeking & Rasmussen beruhen und z. T. in Lettland gefertigt wurden. Mit kurzfristig auf dem Vorschiff einrüstbaren Modulen lassen sich die Boote auch zur Minenabwehr oder als Taucherplattform einsetzen. Das erste Boot wurde 2011 ausgeliefert. Die weiteren Schiffe wurden bei Riga Shipyard gebaut. 2014 wurde die „Rezekne“ als Letztes in Dienst gestellt.